# Černovický rajón
Černovický rajón (ukrajinsky Чернівецький район) je rajón v Černovické oblasti na Ukrajině. Hlavním městem jsou Černovice a rajón má přibližně 656 tisíc obyvatel. 

## Města v rajónu
- Černovice
- Herca
- Kicmaň
- Novoselycja
- Storožynec
- Zastavna